# Argoncilhe
Argoncilhe est une paroisse civile portugaise (en portugais : freguesia) de la municipalité de Santa Maria da Feira dans le district d'Aveiro.

## Géographie
Argoncilhe est située au nord de Santa Maria da Feira. Elle est limitrophe de Vila Nova de Gaia.
Son territoire est traversé par l'autoroute A41, périphérique de l'agglomération de Porto.

## Démographie
Lors du recensement de 2021, Argoncilhe compte 8 181 habitants.